# Yossi Sarid
Yossi Sarid (em hebraico:  יוסי שריד, Rehovot, 24 de outubro de 1940 – 4 de Dezembro de 2015) foi político israelense, publicista, professor, ex-chefe do partido esquerdo Meretz e ex-ministro de Israel. Ele também tem uma coluna de opiniões no jornal hebraico Haaretz.